# Marc Fosli Flaccinàtor (tribú consular)
Marc Fosli Flaccinàtor (en llatí: Marcus Foslius Flaccinator) va ser un magistrat romà que va viure al segle v aC. Formava part de la gens Fòslia, una família romana d'origen patrici.
Va ser elegit tribú amb potestat consular l'any 433 aC. En aquest any tots els tribuns consulars eren d'origen patrici, tot i les protestes dels tribuns de la plebs.